# Чепіга Валерій Якович
Вале́рій Я́кович Чепі́га (17 червня 1980 — 27 липня 2015) — старший солдат 30-ї окремої механізованої бригади Збройних сил України, учасник російсько-української війни.

## З життєпису
Народився 1980 року в селі Жигайлівка Сумської області. Закінчив Жигайлівську середню школу, деякий час проживав в Охтирці; останні 5 років працював на шахті поблизу Донецька, звільнився з початком війни.
Призваний за мобілізацією, старший солдат-гранатометник 3-го механізованого батальйону, 30-та окрема механізована бригада.
27 липня 2015-го загинув близько опівночі під час виконання бойового завдання — у часі вчиненого терористами танкового обстрілу взводного опорного пункту в районі села Травневе Артемівського району не встиг добігти до укриття та зазнав мінно-вибухової травми, несумісної з життям.
1 серпня 2015 року похований у селі Жигайлівка Тростянецького району.
Валерій був круглим сиротою, близьких родичів не мав, у Жигайлівці лишилася сім'я.

## Нагороди
За особисту мужність, сумлінне та бездоганне служіння Українському народові, зразкове виконання військового обов'язку відзначений — нагороджений
- нагороджений орденом «За мужність» ІІІ ступеня (25.11.2015, посмертно)[1]
- медаллю «Захиснику Вітчизни»